# Gaius Iulius Tarius Titianus
Gaius Iulius Tarius Titianus war ein im 2. und 3. Jahrhundert n. Chr. lebender römischer Politiker. Durch Inschriften sind drei Stationen seiner Laufbahn bekannt, die er am Anfang des 3. Jahrhunderts absolvierte.
Durch zwei Inschriften in griechischer Sprache ist belegt, dass Titianus Statthalter (Proconsul) der Provinz Lycia et Pamphylia war. Zu einem unbestimmten Zeitpunkt nach dieser Statthalterschaft wurde er Suffektkonsul. Durch zwei weitere Inschriften ist belegt, dass Titianus danach Statthalter (Legatus Augusti pro praetore) in der Provinz Syria Palaestina war.
Die Inschrift aus Caesarea Maritima kann in die Regierungszeit von Elagabal (218–222) datiert werden, da die Legio X Fretensis den Beinamen Antoniniana trägt.